# Chokyi Gocha
Chokyi Gocha, aussi appelé Mitruk Chokyi Gocha (tibétain : མི་འཁྲུགས་ཆོས་ཀྱི་གོ་ཆ, Wylie : mi 'khrugs chos kyi go cha) né en 1542 à Tsigyu près de Zurmang au Tibet et mort le 1585, est un tulkou tibétain, 4e Taï Sitou Rinpoché, l'un des chefs spirituels les plus influents de la tradition karma-kagyu du bouddhisme tibétain et de la tradition kagyu en général.

## Biographie
Mitruk Chokyi Gocha, né à Tsigyu près de Zurmang au en 1542 est reconnu par le 8e karmapa Mikyö Dorje comme réincarnation du 3e Taï Sitou Rinpoché Tashi Paljor qui l'a  intronisé au monastère de Karma Gön et lui a transmis des enseignements.
Mitruk Chokyi Gocha a restauré le monastère de Yermoche.
Mitruk Chokyi Gocha a été impliqué dans la découverte du 9e Karmapa Wangchuk Dorje et celle du 6e shamarpa, Chokyi Wangchuk. 
Il passé plusieurs années en retraite à la fin de sa vie.